# Nio månader
Nio månader är en amerikansk film från 1995 i regi av Chris Columbus. Manuset bygger på den franska filmen Neuf mois.

## Handling
Samuel och Rebecca har varit ihop i fem år men för Sam rasar världen ihop när Rebecca berättar att hon är med barn.

## Rollista (urval)
- Hugh Grant – Samuel Faulkner
- Julianne Moore – Rebecca Taylor
- Tom Arnold – Marty Dwyer
- Joan Cusack – Gail Dwyer
- Jeff Goldblum – Sean Fletcher
- Robin Williams – Dr. Kosevich
- Charles Martinet – Arnie